# Батина
Батина, тољага или тојага је хладно оружје, направљено од дрвета. Она је најчешће на једном крају уска, а на другом крају широка и заобљена, с којим се удара. Батина се држи са две руке, али понекад и са једном, мада се онда најчешће користи израз палица. Батина се сматра за једно од најстаријих оружја у историји човечанства, које је коришћено од праисторијских времена. Постоји неколико примера трауме тупом силом коју су изазвале батине у прошлости, укључујући локацију Натурук у Туркани, Кенија, која је описана као сцена праисторијског сукоба између бендова ловаца-сакупљача од пре 10.000 година. У популарној култури, тољаге се асоцирају са примитивним културама, посебно пећинским људима.
Тољага је на врховима најчешће заобљена, па се противник не може посијећи. Али јак и прецизан ударац је могао довести противника до смрти. Обични буздован без шиљака се сматра насљедником батине. Не постоји ниједно племе чији припадници нису користили батину прије него што су измишљена хладна оружја са металним оштрицама.
 Постоје многе врсте тољага, а неке од њих су: шарур, кнобкири, шилелаг, мере и рунгу.

## Спровођење закона
Полицијске снаге и њихови претходници су традиционално фаворизовали, кад год је то могуће, коришћење мање леталног оружја него што су пушке или оштрице. Донедавног времена, када су постале доступне алтернативе као што су тејзери и папрени спреј, ова категорија полицијског оружја је генерално била попуњавана неком формом дрвене батине, која се различито називала пендрек, батон, ноћни штап, или лати. Кратке, флексибилне батине су исто тако често коришћене. Посебно су их користили полицајци у обичној одећи којима је било неопходно да их неприметно носе. Оне су колоквијално познате као блекџекови или сапсови. Батине су исто тако коришћене у стара времена на Филипинима за кажњавање становника.
Насупрот томе, познато је да се криминалци наоружавају низом домаћих или импровизованих тољага, углавном такве величине да се лако могу прикрити, или оних које се могу објаснити као да се носе у легитимне сврхе (као што су палица за бејзбол). Осим тога, Шаолински монаси и чланови других религиозних редова широм света су користили батине с времена на време као одбрамбено оружје.

## Шарур
Шарур је врста батине, старо сумерско оружје, по предању, оружје бога Нинурте. Оно није могло да се очува јер је од дрвета, али постоје писани докази на клинастом писму о његовом постојању. Шарур на сумерском језику значи ,,Уништитељ хиљада". Сумерски митови га описују као ,,чаробну батину која прича". Он је по легендама имао моћ да прича и лети до свог власника. Шарур је играо велику улогу када се бог Нинурта борио са демоном Асагом. Он у овом миту није само служио као оружје, него и гласник боха Нинурте и бога Енлила. Енлил је издао наређење преко Шарура да се убије Асаг и да се уништи градитељ Кур. У неким митовима шарур се могао претварати и у крилатог лава.

## Кнобкири
Кнобкири је врста батине, која се користила у племенима источне и јужне Африке. Ова врста тољаге је равна, али са куглом на крају, мало већом него код буздована. Кноб значи кугла, а кири штап. Назив се проширио убрзо на Аустралију, а послије је коришћен широм планете Земље. Кнобкири је било незамјенљиво оружје за Нгунска племена (Зулу и Коса).

## Шилелаг
'Шилелаг је врста батине, оружје које потиче из Ирске. Направљен је од дрвета. Оно је право, све до краја гдје је мало закривљено. Оружје потиче из праисторије, од народа који су живили у данашњој Ирској - Келта. Шилелаг се најчешће шрави од трњине или храста. Дрво се намаже путером, па се стви на димњак и тако добија црну боју. Дужина шилелага је обично као штап за ходање, али има и мањих (долазе до појаса).

## Мере
Мере је врста батине, маорско оружје. Оно је кратко и широко, у облику листа. Направљено је од камена, али понекад и од дрвета. При врху је широко и заобљено, а према другој страни се сужава. На том дјелу се налази канап због кога се Мере лакше држи. Његова дужина је од 25 до 50 cm, а ширина од 7 до 12 cm. Мере је традиционално оружје за блиску борбу код Маора. Предугачко или прекратко се не користи у борби, него у неким церемонијама.

## Рунгу
Рунгу је врста батине, оружје Свахила. Користи се за бацање. Његова дужина је од 60 до 80 cm. Дршка је уска и дуга, а на једном крају има тешки чвор. Има посебан симболични значај међу неким источноафричким културама. Повезује се са Масаји народом који је користе у лову и борби. Посебан рунгу носи говорник на различитим племенским скупљањима. Рунгуи се користе и за церемоније. Тада се оне украшавају помоћу украсних материјала. Некадашњи председник Кеније, Данијел арап Мои је носио рунгу украшен златом и сребром. На његовом рунгуу је писало: ,, Fimbo ya nyayo", што значи: ,,Штап корака".

## Палица
Палица, или у жаргону познатија као пендрек, једно је од саставних делова опреме у готово свим полицијским снагама света, а служи као блаже средство присиле. Палица је у облику штапа, направљена од дрвета или гуме, а довољно је мала да се може носити у руци.
Палица је, вероватно, најједноставније од свих оружја. Прави се од једног комада дрвета, које је довољно уско на једном крају да се може ухватити руком. Бејзболска палица, секира и крамп су алати и оруђа на принципу палице. Полиција, такође, користи посебне палице. Разне врсте палица користе се у борилачким вештинама. Током средњег века, палица је била раширена као оружје, које се лако могло израдити, прикрити, унети и користити. Широм Европе били су раширене групе наоружане палицама зване палијаши. Палијаши су најчешће били шпијуни у служби Цркве, цара или папске инквизиције.